# エターナルメロディ
『エターナルメロディ』（Eternal Melody）は、コンピュータゲームのタイトル。発売元はメディアワークス、対応機種はセガサターンとプレイステーション。発売日は1996年10月4日（セガサターン版）、1996年11月22日（プレイステーション版）、ジャンルは育成・恋愛シミュレーション（＝育成シミュレーション＋恋愛シミュレーション）。

## 概要
同社発売の友情育成シミュレーションゲーム『悠久幻想曲』シリーズの前身とも言える作品でキャラクターデザインも『悠久幻想曲』と同様にmoo（本作での名義は「むー」）が担当している。

## ストーリー
平凡な毎日を送るごく普通の青年である主人公はある日、ビルの建設工事現場に差し掛かったとき、ふと上を見上げると、大きな鉄骨が落ちてくる瞬間を見る。そして主人公は気を失う。死を覚悟した主人公だが、けたたましい声にいやいやながら目を覚ますと自分が見知らぬ異世界の地にいることに気付く。主人公を起こしたのはフィリーと名乗る小さな妖精だった。途方に暮れる主人公だったが、この世界の住人であるロクサーヌから、何でも願いを叶える「魔宝（まほう）」の存在を教えられ、その魔宝の力で元の世界に戻ろうと考える。その魔宝を手に入れて願いを叶えてもらうしか主人公が元の世界に戻る方法はなさそうだった。しかし、世界征服を狙う魔族カイル、マリエーナ王国第3王女レミットもまた魔宝の力を狙っており、3者は自らの目的のために仲間を集め、魔宝を探す旅をすることになる。果たして、主人公は無事元の世界に戻ることができるのであろうか。

## システム
このゲームの主目的は、道中訓練スケジュールを組みたてて自分も含めた4人のメンバーを鍛え上げ、何度か出現するすごろくバトルに勝利するというところにある。移動中に鍛えた能力値は戦闘に影響する。
また、仲間にした女の子と仲良くなれば、エンディングで愛の告白を受けることができ（パーティメンバーと好感度を満たせなかった場合、ライバルキャラ（カイル、レミット、アイリス）のいずれかから告白される事になる）、それも副次的な目的となっている。
エンディングは仲間に出来るキャラ9人とライバルキャラの3人にそれぞれ「元の世界に戻れる」、「元の世界に戻れずこちらの世界で暮らす」パターンの計24種類と、最後のすごろくでライバルチームに負ける2種類、誰からも告白されず、フィリーとロクサーヌの3人で旅を再開する（強制的に元の世界に戻れない）パターンの、合計27種類が存在する。

## 登場人物
ゲーム本編では主人公を含めた3つのグループが存在する。プレイヤー（主人公）は仲間に選べる9人の中から3人を選ぶことができる。仲間として選択しなかった他の6人のキャラはランダムで他の2つのグループに振り分けられる。一応ライバルキャラクターも勧誘できるが、断られてしまう。

### メインキャラクター

#### 主人公
主人公（デフォルト名なし）
本作の主人公。ごく普通の生活を送る青年だったが、不慮の事故により異世界に飛ばされてしまう。優柔不断で周りに流されやすい印象を受けるが、ナチュラルに優しいため、少女の心を開かせる力を持っている。

#### チームリーダー（ライバルキャラクター）
カイル・イシュバーン
声 - 磯部弘
魔王を復活させて世界征服を企む魔族の青年。しかし同じ魔族の中でその考えに賛同するものは少なく孤立している。プライドが高いため、人に命令されたり人の下について働く事を嫌う。魔族としての誇りをもっており、最近他の魔族が腑抜けてきていることを気に病んでいる（もっとも本人も、冷酷非情を自称してはいるものの実際には相当なお人好しである）。よく何も考えずに行動する傾向があり、レミットからは「バカイル」と呼ばれている。
年齢：20歳、誕生日：7月6日、身長：183cm、体重：78kg、スリーサイズ：91／68／71
レミット・マリエーナ
声 - 大野まりな
マリエーナ王国第3王女。かなり自己中心的な性格で、いつも周りを振り回している。しかし、「第3王女」という立場から、誰にも相手にされず寂しい思いをしている。
年齢：13歳、誕生日：11月27日、身長：146cm、体重：36kg、スリーサイズ：72／52／73

#### 主人公の仲間たち
ウェンディ・ミゼリア
声 - 弥生みつき
かつてイジメを経験しており、そのせいで考え方が非常にネガティブ。悪いことが起こるとすぐに他人を疑い、いいことがあっても「だまされている」と言っては素直に喜ばない。一方で、料理や編み物が得意という家庭的な一面も持っている。なぜか泳いでいる魚に癒されるらしい。
電撃G's文庫の小説版では主役として書かれている。
年齢：17歳、誕生日：3月3日、身長：153cm、体重：45kg、スリーサイズ：81／57／81
カレン・レカキス
声 - 青羽美代子
とても世話好きで、いつも弟の世話をしているせいか、旅の道中も常に「お姉さん」であることを意識している。他人を自分のペースに乗せるのがうまい。かつては冒険者としての顔も持っていたようである。
年齢：23歳、誕生日：10月20日、身長：169cm、体重：56kg、スリーサイズ：89／58／90
リラ・マイム
声 - 萩森侚子
生まれてすぐ両親に捨てられ盗賊ギルドのボスに拾われた少女。ギルドにも登録されているシーフ（泥棒）。ただし、貧乏人からはお金を盗らないという自分なりの哲学がある。常に損得勘定で動いており、義理や人情で動くことは決してない。だが、実は動物好きという一面を持つ。
年齢：16歳、誕生日：9月25日、身長：165cm、体重：53kg、スリーサイズ：78／55／79
楊雲（ヤンユン）
声 - 小山裕香
霊力を持つせいで忌み嫌われ、迫害を受けている「影の民」の1人。その中でも霊力が強い方。霊を封じたり、他人の死期を感じ取ることができるが、あまりそのことを芳しく思っていない。他人と関わることを避けている節がある。
年齢：17歳、誕生日：2月9日、身長：164cm、体重：46kg、スリーサイズ：77／55／80
メイヤー・ステイシア
声 - 山崎和佳奈
考古学に異常なまでの興味を示し、考古学のこととなると一切周りが見えなくなる。そのため、勝手な行動で周りを振り回すこともしばしば。「トロメア碑文」を探し当てることが現在の彼女の大きな夢である。
年齢：18歳、誕生日：5月12日、身長：162cm、体重：46kg、スリーサイズ：79／60／83
アルザ・ロウ
声 - 永島由子
獣人族と人間とのハーフ（「牙人族」と呼ばれる）。退屈することが何より嫌いで、雨の日を特に嫌う。常に面白いことを求めている。食事量は半端ではなく、人の3倍は食べるらしい。脚力には自信があるようだが、考え事は苦手であり、少し考えれば分かるような間違いをしたり、自分で言ったことを忘れていたりする。また、がさつな印象に反して手先は大変器用な一面を持つ。関西弁で話す。
年齢：16歳、誕生日：8月3日、身長：156cm、体重：47kg、スリーサイズ：83／59／86
紅 若葉（くれない わかば）
声 - 住友優子
紫の髪にピンクの大きなリボンで結んでいて、古風な日本人女性といった印象を受ける、礼儀正しい少女。ただ、ペースは常にのんびりで、周りが慌てていても彼女は動じない。争いごとはあまり好まないようである。
同スタッフが製作した『ウィザーズハーモニー』に紅 蒼紫（くれない そうし）というキャラクターがいるが関連は不明（一説では兄妹らしい）。
年齢：15歳、誕生日：6月6日、身長：152cm、体重：42kg、スリーサイズ：80／55／83
キャラット・シールズ
声 - 渡辺菜生子
ウサギの耳を持つ森の住人「フォーウッド」という種族の少女。常に明るく、元気。動植物に強い愛情を持っており、特に動物とは会話もできるらしい。あまり自分に自信が無いような印象を受ける。退屈は苦手だが、図書館に連れて行くと一度だけ意外な一面を見せてくれる。
年齢：15歳、誕生日：8月24日、身長：143cm、体重：38kg、スリーサイズ：74／56／78
ティナ・ハーヴェル
声 - 島本須美
虚弱体質で、まぶしい日差しの下ではよく貧血で倒れてしまう。その上遠慮深いため、周りは大変なことになるまで気がつかないことが多い。ある重大な秘密を隠している。
年齢：19歳、誕生日：12月19日、身長：160cm、体重：44kg、スリーサイズ：82／53／85

#### 非戦闘員
フィリー
声 - 日髙のり子
妖精の少女。主人公がこの世界に飛ばされたとき、下敷きにされたことが縁で冒険の案内役をかって出る。多弁で、思っていることを遠慮なく言うタイプのため、よくトラブルの元になる。
ロクサーヌ
声 - 新山志保
この世界の吟遊詩人で、結構博識。その職業柄、情報網も広いようで、冒険に必要となるヒントをもたらす。だが、神出鬼没で心臓に悪い。また、「公平に」と言って、敵にも情報を送ってしまうトラブルメーカーでもある。
アイリス・ミール
声 - 井上美紀
レミットお付きの侍女。控え目な性格で職業柄として掃除や料理が得意。レミットのわがままの一番の被害者だが、一番の理解者でもある。とても優しく、レミットへの忠誠心は並大抵ではない。レミットもそれを知っていてよくなついている。

### サブキャラクター
美月（メイユエ）
楊雲と同じ影の民の者。霊が暴れ出して危険であることを知らせに来る。霊力は楊雲に及ばないらしい。
セロ
キャラットと同じフォーウッド。キャラットを「お姉ちゃん」と慕い、キャラットに倣って街に出た。
レイナス
冒険者。カレンのかつての冒険のパートナーにして昔の恋人。よくダンジョンで迷子になって騒動を起こす。
リリト
魔族の少女。街を2度に渡って襲う。後に若葉に心を許すようになる。
フォイン
伝説の名医。今は山の中で隠居生活をしている。一目でティナの秘密を見破る。
ミディア
服を仕立てて生計を立てる女性。キャラットと歩いている途中で倒れている彼女と出会う。

## 主題歌
- PS版オープニングテーマ：『GLOW OF LOVE』
  - 作詞：谷口正明　作曲・編曲・歌：伊藤真澄
- サターン版オープニングテーマ：『水中飛行』
  - 作詞・作曲・編曲・歌：畑亜貴
- PS版エンディングテーマ：『夢みる力』
  - 作詞：谷口正明　作曲・編曲・歌：伊藤真澄
- サターン版エンディングテーマ：『どうしよう?』
  - 作詞・作曲・編曲・歌：畑亜貴

## 関連商品

### 書籍
- 電撃攻略王 エターナルメロディ公式攻略ガイド
- 電撃G's文庫 エターナルメロディ（著:祭紀りゅーじ）
- 電撃コミックス エターナルメロディ公式コミックファンブック

### CD
- サウンドトラック エターナルメロディ
- ドラマCD エターナルメロディ

## その他
- 2010年4月1日のエイプリルフールに、ゲーム開発企業であるブリッジのホームページのトップページが本作のイラスト付きの告知に置き換わったが、昼までに元のトップページに戻った。